# Michał Rylski
Michał Ścibor-Rylski herbu Ostoja (zm. w 1701 roku) – cześnik łęczycki, zasłużony rotmistrz królewski w bitwie pod Chocimem 1673, kasztelan gostyniński w latach 1684–1699, wicemarszałek Trybunału Głównego Koronnego w 1684 roku.
Był synem Jana, burgrabiego krakowskiego.
Poseł na sejm w 1684 roku.
Jako deputat podpisał pacta conventa Augusta II Mocnego w 1697 roku. 